# 无锡南站
无锡南站是一个京沪线上的铁路车站，位于江苏省无锡市梁溪区与新吴区交界处，目前为三等站，邮政编码为214028。目前不办理客运营业；货运办理整车货物发到；办理整车货物承运前保管，但不办理煤发送、到达业务。

## 历史
1908年原沪宁铁路通车时，在无锡境内南门附近新增南门旗站。1938年日本控制的华中铁道成立后，在无锡旗站增设一条到发线，供交会列车避让用。
1962年车站建成拥有4股货物线、1股煤专走行线、1750平方米货物仓库、200米低货位、380米地龙及长330米以及宽55米船坞的货场（现老货场）。1971年原沪宁铁路无锡南站至无锡站因区间流量过大，率先完成了复线化工程。1978年，南门车站新建到发场。
1985年6月车站新货场建成：新货场占地面积995余亩，拥有设货物线10条的大整车仓库、1座跨线雨棚，623个硬面化货位、船舶接运港地3只以及12台10吨以上大型门吊。货场高峰时期曾设有7条专用线，发送量1000万吨左右，曾经是华东地区规模最大的铁路货场。

## 营运状况
无锡南站办理货运业务，是无锡地区主要的大宗物资中转场地，主要办理整车、集装箱到发业务。无锡南站设有8.5股到发线、1座含有6.5股编组线的简易驼峰以及3股牵出线的到发场，货物列车到站后于到发场解编。车站设有三座货场：整车货场即新货场，位于到发场南侧，兴源路与城南路交汇处；老货场位于到发场北侧，零担货场则与老货场毗邻。到发场的牵出线通往车站的三座货场以及连接通往无锡市粮油中转储备仓、无锡储运有限公司铁路运输分公司和上海机务段的三条专用线。

## 车站周边
- 新光路立交